# Spiritual Front
Spiritual Front – neofolkowa formacja muzyczna powstała w Rzymie. Jej członkowie określają swój styl jako "nihilistyczny samobójczy pop" (ang. "nihilist suicide pop"). Zespół jest najbardziej znany ze swojego albumu "Armageddon Gigolo".

## Dyskografia
| rok  | tytuł                                                                                               | format | producent                      |
| ---- | --------------------------------------------------------------------------------------------------- | ------ | ------------------------------ |
| 1999 | Songs For The Will                                                                                  | Ltd    | Old Europa Cafe, Misty Circles |
| 2001 | Nihilist Cocktails For Calypso Inferno                                                              | LP     | Oktagön, Misty Circles         |
| 2001 | Twin A Tin Tin Towers (Pussy Quota Lo-Fi Remix 2001)                                                | LP     | Misty Circles ...              |
| 2003 | Nihilist EP                                                                                         | EP     | Hau Ruck!, SPQR                |
| 2003 | No Kisses On The Mouth                                                                              | Ltd    | Hau Ruck!                      |
| 2005 | Bedtime / Badtime (split z Naevus)                                                                  | Ltd    | Old Europa Cafe                |
| 2005 | Satyriasis – Somewhere between equilibrium and nihilism (split z zespołem Ordo Rosarius Equilibrio) | Ltd    | Cold Meat Industry             |
| 2006 | Armageddon Gigolo'                                                                                  | LP     | Trisol                         |
| 2010 | Roma Rotten Casinò                                                                                  | LP     | Trisol                         |
| 2013 | Open Wounds                                                                                         | LP     | Trisol                         |
| 2013 | Black Hearts in Black Suits                                                                         | LP     | Rustblade                      |
| 2018 | Amour Braque                                                                                        | LP     | Prophecy Productions           |
| 2023 | The Queen Is Not Dead                                                                               | LP     | Prophecy Productions           |